# Ina von Bentivegni
Ina Sofie Amalie von Bentivegni, nascida von Binzer (pseudônimo: Ulla von Eck, Brunstorff, perto de Hamburgo, 3 de Dezembro de 1856 — Halle an der Saale, 17 de Dezembro de 1929) foi uma escritora e educadora alemã. 
Emigrou para o Brasil contratada por um fazendeiro do Estado do Rio de Janeiro para lecionar para sete de seus doze filhos. Permaneceu no país de 1881 a 1884, trabalhando também como professora de crianças da elite brasileira em São Paulo. Usando o pseudônimo de Ulla von Eck, Ina von Binzer escreveu cartas periodicamente a sua amiga Grete que foram romanceadas em seu livro “ Os meus romanos: alegrias e tristezas de uma educadora alemã no Brasil”. Sua contribuição ao Brasil foi deixar memórias da sociedade brasileira do final do século XIX, pouco antes da abolição da escravatura. Em seu livro, publicado pela editora Anhembi em 1956, a autora critica a escravidão e mostra sua frustração ao notar que sua metodologia de educação não atingia o esperado com as crianças brasileiras.

## Biografia

### Na Alemanha
Ina Von Binzer, nasceu em 3 de Dezembro de 1856 em Lauenburg na Alemanha. Passou a infância nas cidades alemãs de Friedrichsruh, Mölln, Kiel e Schleswig, devido às frequentes transferências do pai. Recebeu sua educação escolar em 1866, ao mudar-se com a família para Arnsberg na Vestfália, mesmo local em que, mais tarde, passou um ano em um internato em Bonn e fez também seu exame de professora em Soest. Veio ao Brasil em uma peregrinação, no ano de 1881, partindo de sua residência familiar em Königsberg, Prússia.

### No Brasil
Em 27 de Maio de 1881, Ina Von Binzer chega ao Brasil iniciando sua carreira na Fazenda São Francisco no Estado do Rio de Janeiro, contratada por um grande senhor de escravos, a quem apelidou de Dr. Rameiro, não sendo possível especificar o nome exato dessa família. Ficou responsável pela educação de sete dos doze filhos do fazendeiro.
Sua primeira impressão do Brasil se dá quando seu patrão a busca na estação, em uma carruagem europeia, e ela se engana ao pensar que o cocheiro escravo, tentaria se vingar de algum castigo recebido os jogando de um despenhadeiro, sendo que ele os olhava com bondade. Ina frustra-se com todas as ideias erradas que tinha do Brasil e passa a se adaptar com os costumes do país, desde a gastronomia, os hábitos e a rotina.
Em suas cartas a amiga, ela detalhava curiosidades e diferenças impactantes entre as culturas alemã e brasileira, tais como a dificuldade que encontrava em entender certas expressões brasileiras, sendo sempre necessário recorrer ao dicionário. Relatava também, suas sensações em relação a vida no Brasil, e como se sentia solitária. E em meados de Outubro de 1881, escreve seu desejo de ir ao Rio de Janeiro para conhecer melhor a cidade que viu superficialmente durante a sua chegada. Ela viaja para o Rio de Janeiro no natal e conta na carta que escreveu a sua amiga Grete que achou triste a maneira como comemora-se a data aqui. Mas que estava encantada com as belezas naturais do local, mesmo achando uma metrópole muito barulhenta.
No dia seguinte ao Natal, volta a Fazenda São Francisco para declarar a família que não poderia continuar por mais tempo, e em virtude de uma doença que já durava quatro semanas, e a deixava febria e com aparência cansada, mesmo não lhes sendo agradável, os patrões não a impediram de ir. Ina então segue para Petrópolis, aonde se hospeda na residência do Sr. Goldschimidt, um negociante amigo de seu tio, e permanece cerca de um mês na cidade, saindo de lá com a opinião de que é lugar miserável e que os brasileiros eram ociosos.
Em fevereiro de 1882, é contratada como professora em um liceu de moças, na cidade do Rio de Janeiro, no qual ela leciona língua alemã e inglesa para quatro classes e ministra também aulas de piano. Não satisfeita com o ensino superficial do colégio, sente- se uma péssima professora, e em 3 de março já embarca para São Paulo capital, contratada para educar os filhos de uma boa família. Na estação, fica contente com a boa impressão causada pelas meninas mais velhas, e comprova que permanece satisfeita, quando um mês após escreve em umas das cartas, que São Paulo é o melhor lugar do Brasil para educadoras. Porém não demora muito, para que relate a decepção com as malcriações, dos meninos menores, fato que também atinge o seu patrão, levando-o a enviar as crianças a um internato, acarretando em sua demissão.
No início de Julho, segue para São Sebastião, cidade próxima a capital, para educar três meninas, as quais na opinião de Ina, são muito comportadas e trabalham perfeitamente em conjunto. Quanto às instalações, não havia do que reclamar, sendo o seu quarto o mais confortável da casa. Em Agosto Ina vai com família a quem trabalha para Santos, para tomar banho de mar, aonde passa 6 semanas. Lá o conforto não era o mesmo, ela se preocupava com a grande quantidade de variados tipos de insetos, como aranhas, baratas, e formigas que não a deixavam dormir tranquilamente no quarto. Apesar da viagem, as aulas não foram interrompidas.
Binzer comemora seu segundo Natal no Brasil, em São Paulo a convite dos Schaumanns, uma família alemã que ela conhecia, o que a deixa contente por estar mais próxima aos costumes de sua pátria. Permanece na capital até receber um convite para acompanhar os Schaumanns, no baile de São Silvestre em Santos. De volta a São Sebastião ela se surpreende ao encontrar George Hall, que de acordo com as cartas, subentendesse que era um homem que a atraia, pois ela sempre o descrevia como bonito e viril, e comparava-o aos homens alemães. Ele estava na fazenda para fiscalizar a montagem das máquinas, que o Sr. De Sousa, seu patrão, comprou.  Antes de sua partida, Mr.Halll a convida para um baile, a deixando muito satisfeita com a notícia. No final de Janeiro, Ina, informa a Grete, que não escreveria mais, pois estava regressando à Alemanha, e assina a carta como “ Ulla Hall “, em nome dela e de George Hall.

## A educadora
Ina Von Binzer chega a Fazenda São Francisco, portando seus livros pedagógicos alemães, como Bormann, e disposta a lecionar da maneira a qual era acostumada em seu país. Porém logo na primeira família que trabalhou, percebeu que a metodologia aplicada, baseada no livro de Bormann, não atingia o objetivo esperado, pois as crianças brasileiras não se assemelhavam em nada com as alemãs. Em sua opinião elas eram pouco comportadas. E a cada casa ou colégio que lecionava, ela se convencia de que precisava adaptar seus conhecimentos didáticos a educação no Brasil. E com isso sentia-se frustrada, questionando a si mesma, se era uma boa professora, ou se os responsáveis pelo insucesso eram mesmo os alunos. Porém, por fim, chega a conclusão de que se tratava de culturas completamente incomparáveis, e era necessário métodos distintos. Um fato que se deu com as crianças que lecionava, foi quando ela aplicou um castigo, que exigia que as crianças levantassem e sentassem sucessivas vezes. Na Alemanha, seria uma humilhação, já no Brasil foi uma deliciosa brincadeira, no qual às crianças deram gargalhadas que contrastavam com o desaponto da professora.

## Considerações acerca da escravidão no Brasil
Ina von Binzer se mostra critica e analítica com a situação social, política e econômica do Brasil . A educadora ressalta aspectos negativos e positivos em relação a escravidão. No início, manifestava repúdio a forma como os escravos eram tratados, enxergando escravatura como uma prática contra as normas de convívio da sociedade. Entretanto ela reconhece em suas cartas que a abolição da escravatura teria consequências devastadoras no aspecto social do país, pois os negros recém libertos seriam privados de condições de desenvolvimento educacional  os tornando assim, na visão da professora,"elementos nocivos, ou, na melhor das hipóteses inúteis" para a sociedade. Em princípio a educadora alemã mostra-se favorável a abolição da escravatura porém reconhece que sem ela o país seria prejudicado economicamente.

## Obra
- 1887: Leid und Freud’ einer Erzieherin in Brasilien (trad.: Os meus romanos: alegrias e tristezas de uma educadora alemã no Brasil, edit. Anhembi, 1956)
- 1894: Zigeuner der Großstadt (Berliner Roman)
- 1897: Tante Cordulas Nichten (Eine harmlose Nationalitätengeschichte)
- 1900: Hausstandssorgen

## Literatura
- Meus Romanos: alegrias e Tristezas de Uma Educadora Alemã no Brasil - Ina Von Binzer
- Cadernos da Pedagogia - Ano 2, Vol.2, No.3 jan./jul 2008
- O romance epistolar de Ina Von Binzer : um documento de interculturalidade brasileiro-alemã, Lisanea Weber Machado (dissertação, 2010)
- Bentivegni, Ina von. Em: Franz Brümmer: Lexikon der deutschen Dichter und Prosaisten vom Beginn des 19. Jahrhunderts bis zur Gegenwart. vol. 1. Brockhaus, Leipzig 1913, pág. 185–186.
- Bentivegni, Ina von. Em: Elisabeth Friedrichs: Die deutschsprachigen Schriftstellerinnen des 18. und 19. Jahrhunderts. Ein Lexikon. Metzler, Stuttgart 1981, ISBN 3-476-00456-2, (Repertorien zur deutschen Literaturgeschichte 9), pág. 21.
- Ina von Binzer. A German schoolteacher in Brazil. Em: June Edith Hahner: Women through Women’s Eyes: Latin American Women in Nineteenth-Century Travel Accounts. Rowman & Littlefield, 1998, ISBN 0-8420-2634-7, S. 119–130.